# Hagge GK
Hagge GK är en golfklubb öster om Ludvika nära orten Hagge i Dalarna vid sjön Haggen. 
Klubben bildades 1963 som Västerbergslagens golfklubb och de första nio hålen invigdes 1 augusti 1964. Banarkitekt var Nils Sköld.    
Klubben bytte namn till 1970 till Hagge GK med Hagge Geigert som gäst och samma år besöktes banan av PGA-spelaren Billy Casper som satte nytt banrekord med 69 slag.
1989-1990 byggdes banan ut med ytterligare nio hål efter banarkitekten Sune Lindes ritningar och 1990-1991 byggdes klubbhuset ut.